# Шакша (приток Туношонки)
Шакша — река в России, протекает в Гаврилов-Ямском и Ярославском районах Ярославской области. Устье реки находится в 6,6 км по левому берегу реки Туношонка от её устья, на 800 м ниже устья реки Кисма. Длина реки составляет 19 км, площадь бассейна — 95,1 км².
Крупнейший приток — Пегуша (справа).
Сельские населённые пункты около реки: Гаврилов-Ямский район — Михалево, Позобово, Борисово, Федоровское, Першино; Ярославский район — Волково, Васильево, Мальгино, Харлово, Сеславино, Окишино, Когаево, Куричьево, Пашино, Мокеевское, Щипцово, Лютово, Мужево.
После Щипцово пересекает железную дорогу Ярославль — Кострома.

## Данные водного реестра
По данным государственного водного реестра России относится к Верхневолжскому бассейновому округу, водохозяйственный участок реки — Волга от Рыбинского гидроузла до города Кострома, без реки Кострома от истока до водомерного поста у деревни Исады, речной подбассейн реки — Волга ниже Рыбинского водохранилища до впадения Оки. Речной бассейн реки — (Верхняя) Волга до Куйбышевского водохранилища (без бассейна Оки).
Код объекта в государственном водном реестре — 08010300212110000011276.